# Haplochromis worthingtoni
Haplochromis worthingtoni är en fiskart som beskrevs av Regan 1929. Haplochromis worthingtoni ingår i släktet Haplochromis och familjen Cichlidae. IUCN kategoriserar arten globalt som otillräckligt studerad. Inga underarter finns listade i Catalogue of Life.